# María Abrisqueta de Zulueta
María del Perpetuo Socorro Abrisqueta Delgado, más conocida por su nombre de casada María Abrisqueta de Zulueta (San Sebastián, 8 de febrero de 1911-ibidem, 27 de junio de 1992) fue una escritora y pedagoga española, considerada la fundadora del guidismo en España y Cuba, la versión femenina del escultismo inspirado en la obra de Robert Baden Powell. 

## Biografía
Era hija del concejal de San Sebastián, Luciano Abrisqueta Monzonís (1872-1959), miembro del Consejo de Administración de CAMPSA, ingeniero de la línea de ferrocarril Andoáin-Plazaola, candidato católico fuerista en 1907 por el distrito de San Sebastián, y de la bilbaína Dolores Delgado de la Prada. Era la menor de tres hermanos.
Desde niña y a lo largo de su juventud mostró gran entusiasmo por los acontecimientos del mundo. En 1929 dedicó sus energías a compromisos sociales en la Cruz Roja, donde recibió la insignia de Dama de la Cruz Roja. Ese mismo año impulsó el hockey femenino de San Sebastián y cuatro años después se federaron, formando parte del Real Sociedad.
Siendo guía solitaria (lone guide en inglés), hizo su promesa guía el 23 de abril de 1929 frente a un espejo a falta de una madrina para la ocasión, y fue incorporada a la 2.ª Compañía de Guías Mayores solitarias de Londres (2nd London Lone Ranger Company), apasionada por el movimiento fundado en 1910 por Agnes Baden-Powell, hermana de Robert Baden-Powell. Su inquieta personalidad le indujo a escribir a Inglaterra, y recibir la visita de Ross Mark Kerr, enviada desde Londres quien la animó. Fue entonces cuando fundó la primera patrulla de guías, patrulla del petirrojo, que sería germen de la primera compañía de guías de España. En 1930, la comisionada para otros países de las guías británicas, le recomendó iniciar los primeros pasos para una asociación guía en España.
En septiembre de 1933 se fundó la Asociación de Muchachas Guías, que hasta entonces estaban amparadas y promocionadas por los Exploradores de España. Las primeras agrupaciones que constituían la nueva asociación fueron Barcelona, Zaragoza y San Sebastián. Meses más tarde se sumaron Málaga, Santander y Valladolid. En 1934 escribe un artículo en la revista «La Patrulla» explicando los detalles básicos del guidismo. En 1935 María Abrisqueta, que había sido propuesta desde el principio como comisaria nacional de guías, dimite en el mes de junio de sus responsabilidades en la asociación.
En 1933 se casó con Julián Zulueta Bessón, un importante empresario cubano, y posteriormente fueron padres de cuatro hijos, tres varones y una hembra. En 1937 se trasladaron a Cuba donde María residió en La Habana (donde también estuvo involucrada en el movimiento guía, que fundó ella en 1940) hasta 1962 cuando decidió regresar a España, pero su esposo, partidario de la revolución cubana a pesar de la nacionalización de sus propiedades, prefirió la isla donde permaneció hasta 1987. Precisamente fue en 1962, cuando las Guías de España le concedieron el «Pez de Plata», la máxima recompensa del guidismo, como reconocimiento por sus servicios dentro del movimiento guía.
Conocida en el ámbito escultista como «Loba de Mar». Miembro Honorario de la Asociación Mundial de Guidismo. En 1979, aprovechando el Cincuentenario de las Guías de España, se le entregó el «Trébol de Oro» en El Escorial, Madrid.
En 1984 se disuelve la Asociación de Guías de España (AGE) para reconstituirse como Federación Española de Guidismo (FEG). María Abrisqueta lo consideró un error, poco interés en el conjunto y falta de perspectiva de futuro. A su entender, fue un paso más al lento proceso de desintegración de un movimiento unificado:

Se han borrado del mapa a 10.600 guías de un plumazo [...] estoy dispuesta a volver a empezar yo misma con un equipo y volver a sacar adelante a las guías.

Fallece el 27 de junio de 1992. En su funeral estuvieron presentes muchas guías que entonaron el Canto de Despedida Guía.

## Literatura
Durante su estancia en Cuba mantuvo una extensa correspondencia epistolar con su familia. Con la compilación de esas cartas publicó un libro titulado De la Concha al Malecón, pasando por medio mundo. Su gran vocación frustrada fue la náutica, llamaba su habitación «el camarote» y guardaba con gran cariño cartas de navegación, un sextante y fotos de buques.
En enero de 1945 viajó en clíper por primera vez y su experiencia le inspiró a escribir un libro infantil que fue premiado en el Concurso de Cuentos Infantiles de Barcelona, el 2 de marzo de 1947. En 1952 escribió Muchachitas - Manual para Guías Católicas, que fue editado por la Asociación Mundial en 1953. El 14 de diciembre de 1960 detienen y encarcelan al tercer hijo de María. De aquellas visitas a la cárcel escribió Navidad de 1960, donde narra el drama y advenimiento del totalitarismo comunista. En 1962, estando todavía en La Habana, escribió Qué son los vascos, que también se tradujo al euskera y editado posteriormente en San Sebastián en 1991.  En 1964 escribió el cuento Morris, la perrita del cayo que dedicó a las Guías de España.